# هلیکوباکتر پیلوری
هلیکوباکتر پیلوری (انگلیسی: Helicobacter pylori؛ تلفظ انگلیسی: هلیکوباکتر پایلوری) گونه‌ای از باکتری هلیکوباکتر بوده و شایع‌ترین موجود ذره‌بینی است که انسان‌ها را در بُعد جهانی مبتلا به عفونت ساخته‌است. بیش از نیمی از مردم دنیا آلوده به این باکتری هستند. باکتری مذکور عامل اصلی بیماری‌هایی مثل زخم معده و ناراحتی‌های معده و ابتدای روده محسوب می‌شود..  آمار مبتلایان به این میکروب در کشورهای جهان سوم و ایران درصد بسیار بالاتری دارد (حدود ۷۴درصد از جمعیت بالای سی و پنج سال در ایران) .
هلیکوباکتر پیلوری اصولاً باکتری مارپیچی می‌باشد، اما می‌تواند به شکل کروی هم تغییر شکل پیدا کند که این شکل هم قابل زیستن و بیماری زاست، اما غیرقابل کشت (در محیط آزمایشگاهی) می‌باشد و به مخاط معده متصل می‌شود (در کل در هر دو شکل قابل زیست و بیماری زاست).

## توصیف و روشهای درمانی
طول آن ۳ و قطر آن حدوداً نیم میکرومتر است. کم هوازی است و به وسیله آنزیم هیدروژناز با تجزیه مولکول هیدروژن تولید انرژی می‌کند. این باکتری همچنین تعدادی آنزیم تولید می‌کند که از مهم‌ترین آن‌ها می‌توان سه آنزیم اکسیداز، کاتالاز و اوره‌آز را نام برد (که هر کدام مصرف خاصی برای باکتری دارند).
نکته مهم دیگر در مورد هلیکوباکتر پیلوری وجود پمپی در سطح این باکتریست، این پمپ پروتن (k+ / H+ ATPase) مشابه پمپی است که در سلول‌های دیواره‌ای به‌طور طبیعی وجود دارد. وجود این پمپ در باکتری‌ها غیرعادی است، کار این پمپ این است که می‌تواند گرادیان پروتون (یون مثبت) رابه نسبت یک میلیونیوم در دو طرف دیواره نگه‌داشته و هر یون مثبتی را که به درون باکتری راه پیدا می‌کند به بیرون انتقال بدهد. در محیط معده به خاطر وجود اسید معده یون پروتون به میزان زیادی وجود دارد که اگر وارد باکتری بشود باعث نابودیش می‌شود، برای بر طرف کردن این مشکل این پمپ در سطح باکتری به وجود آمده، و یون‌های مثبتی را که وارد باکتری بشوند به سرعت از باکتری خارج می‌کند.
هلیکوباکتر پیلوری یک ارگانیسم گرم منفی میکروآئروفیلیک کند رشد است که در معده و دوازدهه یافت شده و با تعدادی از بیماری‌های معده-دوازدهه ارتباط دارد. این باکتری با تولید فراوان آنزیم اوره آز که یک فاکتور ویرولانس می‌باشد و می‌تواند جهت تشخیص بکار رود، مشخص می‌گردد.
این باکتری از یک اندام سوزنی شکل برای تزریق Cag A مثبت  و vacA (سیتوتوکسین واکوئله کننده) مثبت در محل تلاقی دو سلول لایه پوشاننده معده استفاده می‌کند. Cag A سمی است که سیتوتوکسین مرتبط با ژن A تولید می‌کند. تمام سویه های هلیکوباکتر پیلوری، ژن Cag A و vacA را حمل نمی‌کنند بلکه فقط آن‌هایی که تحت عنوان Cag A و vacA مثبت طبقه‌بندی شده‌اند بدین عمل مبادرت می‌ورزند. این سموم ساختار سلول‌های معده را تغییر داده و باعث می‌شود باکتری‌ها آسان‌تر به آن‌ها بچسبد. به مدت طولانی در معرض Cag A بودن باعث التهاب مزمن بافت می‌شود. تنوع قابل ملاحظه‌ای در چهار ناحیه ژن vacA وجود دارد که ممکن است نقش مهمی در ایجاد پی‌آمدهای بالینی متفاوت در بیماران آلوده به عفونت HP داشته باشند. ناحیه پپتید نشانه (s): ژنوتیپ s2 در جایگاهی متفاوت از s1 شکسته و یک توالی 12 آمینواسیدی اضافی در انتهای N ترمینال دارد که به آن خاصیت هیدروفیلیکی داده و مسئول از دست رفتن فعالیت سمی vacA می‌باشد. درحالی‌که نوع جهش یافته آن یعنی s1 دارای N ترمینال هیدروفوبیکی بوده که مسئول فعالیت سمی آن است. حذف توالی 12 آمینواسیدی از انتهای s2 سویه‌ای شبیه نوع s1 را به وجود می‌آورد که فعالیت سمی دارد؛ بنابراین شکل s1 دارای یک انتهای آمینی آب‌گریز بوده که برای فعالیت سمی ضروری می‌باشد .ناحیه میانی (m):  ناحیه میانی باعث تولید بخشی از ناحیه p58 می شود. m1 دارای فعالیت سمی بوده، اما نوع m2 فعالیت سمی محدود شده‌ای دارد .  پروتئین‌های VacA بیان شده به لحاظ توانایی ایجاد واکوئل متفاوت می‌باشند. نوع s1/m1 تعداد واکوئل زیادی در مقایسه با نوع s1/m2 تولید می‌کند در حالی که نوع s2/m2 توانایی ایجاد واکوئل را ندارند. ناحیه حدواسط (i) : این ناحیه بین دو نواحی پپتید نشانه و میانی واقع شده است. مشاهده شده که در سویه‌هایی که دارای s1/m1 هستند تقریباً همیشه نوع i1 و در سویه‌های s2/m2 اکثراً نوع i2 وجود دارد. سویه‌های s1/m2 در نوع نواحی i متفاوت هستند با این حال سویه‌هایی که دارای s1/i1/m2 هستند دارای فعالیت سمی و سویه‌های دارای s1/i2/m2 فاقد فعالیت سمی می‌باشند. آزمایش ها نشان داده نوع ناحیه i تعیین کننده فعالیت سمی در سویه‌های دارای s1/m2 بوده و ویژگی‌های سلول را در سویه‌های دارای s1/m1 تحت تاثیر قرار می‌دهد .ناحیه حذفی (d): ناحیه d بین نواحی میانی و حدواسط قرار گرفته و اکثراً سویه‌های i1 دارای d1 و سویه‌های i2 دارای d2 هستند . ژن VacA ممکن است ترکیب‌های متفاوتی از نواحی s, i, d و m را تشکیل دهد. دلیل این تنوع آللی vacA به طور کامل درک نشده است اما اشکال مجزای پلی‌مورفیک vacA در جمعیت‌های انسانی متفاوت حاکی از آن است که هر کدام می‌تواند فواید انتخابی متفاوتی داشته باشند.
هلیکوباکتر پیلوری با وارد کردن سیتوتوکسین واکوئله کننده به سلول میزبان، همچنین سبب اختلال در عملکرد میتوکندری می گردد. اختلال در عملکرد میتوکندری، با تغییر در هومئوستاز اسیدهای آمینه سلولی، باعث مهارmammalian target of rapamycin complex 1(mTORC1) می گردد. mTORC1 یک تنظیم کننده مرکزی  رشد و هومئوستاز می باشد. mTORC1 مهار شده از لیزوزوم جدا شده، و اتوفاژی فعال می گردد. فعال سازی اتوفاژی از طریق عمل کمپلکس  Ulk1(( Unc 51- like kinase 1 می باشد. UIK1 در حالت دفسفریله فعال بوده و زمانی که توسط mTORC1 فسفریله می شود غیرفعال می باشد.
روشهای درمانی:
روش دانش بنیان:
هلیکوپسید دارویی دانش بنیان و بر اساس علم و تجربه جهت از بین بردن میکروب هلیکوباترپیلوری ساخته شده 
این دارو به صورت پودر و ترکیبات آن گیاهی و بسیار کشنده برای تمام میکروبها و انگلهای  درون معده و روده میباشد و مضرات داروهای شیمیایی را دارا نمی باشد.
روش کلاسیک:
درمان این بیماری اغلب اوقات با استفاده از آنتی بیوتیک‌ها صورت می‌گیرد. اگر عفونت هلیکوباکتر پیلوری برای شما مشکلی ایجاد نمی‌کند و در معرض خطر ابتلا به سرطان معده نیستید، درمان ممکن است هیچ فایده‌ای برای شما نداشته باشد. درمان اچ پیلوری می‌تواند زخم را درمان کند و ممکن است خطر ابتلا به سرطان معده را کاهش دهد.

## بیماریزایی
هلیکوباکتر پیلوری علت اکثر موارد زخم‌های معده است و باعث بروز بعضی از سرطانهای گوارشی شده و مهم‌ترین علت ایجاد سرطان معده و لنفوم MALT محسوب می‌شود، اما این میکروب در همه افراد ایجاد سرطان نمی‌کند، حدود ۱۵٪ از بیمارانی که عفونت طولانی مدت دارند ممکن است یک یا چندین عارضه در آن‌ها ایجاد شود.
طبق تخمین‌ها حدود۵۰–۲۵ درصد افراد کشورهای توسعه یافته و تا ۷۰ الی ۹۰٪ افراد در کشورهای در حال توسعه آلوده به این باکتری هستند. در مناطق در حال توسعه ممکن است تا ۸۰٪ جمعیت تا سن ۲۰سالگی به این عفونت آلوده شوند. هر چه سن بالاتر برود احتمال گرفتار شدن فرد هم بیشتر می‌شود.
از عوامل دخیل تراکم جمعیت، زندگی در شرایط غیر بهداشتی، غذا یا آب آلوده و تماس با محتویات معده افراد آلوده را می‌توان نام برد. انتقال این بیماری از راه فرد به فرد، و عمدتاً از راه‌های دهانی-دهانی یا دهانی-مدفوعی انجام می‌شود. بنابر یافته های اثبات نشده برخی رژیمهای غذایی در درمان یا کاهش صدمات ناشی از این بیماری مؤثر است.